# Liste du patrimoine immobilier classé de Tellin
Cette page regroupe l'ensemble du patrimoine immobilier classé de la commune belge de Tellin.
| Objet | Année de construction / Architecte | Adresse                | Section communale | Coordonnées                      | Numéro d’inventaire | Illustration                                                 |
| --- | ---------------------------------- | ---------------------- | ----------------- | -------------------------------- | ------------------- | ------------------------------------------------------------ |
| Toiture ainsi que les quatre façades et pignons de la maison espagnole à Grupont ainsi que sa disposition intérieure, à l'exclusion de l'annexe contiguë mais y compris le trottoir et les bordures situés sur la voie publique (M) ainsi qu'une zone de protection (ZP) |                                    |                        | Grupont           | 50° 05′ 32″ nord, 5° 16′ 43″ est | 84068-CLT-0002-01   | Maison espagnole de Grupont et zone de protection            |
| Église Saint-Lambert à Bure |                                    |                        | Bure              | 50° 05′ 20″ nord, 5° 15′ 33″ est | 84068-CLT-0003-01   | Image manquanteTéléverser                                    |
| Façades et toitures du presbytère de l'église Saint-Lambert à Bure ; mur clôturant le jardin du presbytère ; mur d'enceinte du cimetière désaffecté (M) ; ensemble formé par l'ancien cimetière désaffecté, l'église Saint-Lambert, le presbytère, son jardin ainsi que la construction agricole dans ce dernier (S). Établissement d'une zone de protection (ZP)                                                |                                    |                        | Bure              | 50° 05′ 19″ nord, 5° 15′ 34″ est | 84068-CLT-0004-01   | Image manquanteTéléverser                                    |
| Prairies ou landes du Tienne Moseray à Resteigne (+ ROCHEFORT/Wavreille) |                                    |                        | Resteigne         | 50° 05′ 57″ nord, 5° 10′ 13″ est | 84068-CLT-0006-01   | Image manquanteTéléverser                                    |
| Façades et toitures du château de Resteigne, de la ferme attenante au château et du moulin du XVIIIe siècle situé en amont du château ; roue et mécanisme du moulin (M) ainsi que l'ensemble formé par ces bâtiments, les terrains et pâturages entourant la ferme et constituant le Bru ainsi que la drève historique conduisant au château de Resteigne (S)                                                    |                                    |                        | Resteigne         | 50° 05′ 25″ nord, 5° 10′ 30″ est | 84068-CLT-0009-01   | Château de Resteigne, ferme, moulin et terrains environnants |
| Calvaire de Grupont |                                    | Rue des Croisettes, 91 | Grupont           | 50° 05′ 22″ nord, 5° 16′ 54″ est | 84068-CLT-0010-01   | Image manquanteTéléverser                                    |
| Fonderie de cloches de Tellin, à savoir : intérieur et extérieur du bâtiment cadastré Tellin, section B, no 166 F2, sauf le mobilier mais y compris les ponts roulants et le four immobilier par destination ; extérieur du bâtiment cadastré Tellin, section B, no 166 E2 et vestiges du four à réverbère pour l'intérieur ; mobilier spécialisé (formes, outils, etc) (M) ainsi qu'une zone de protection (ZP) |                                    |                        |                   | 50° 04′ 47″ nord, 5° 13′ 01″ est | 84068-CLT-0011-01   | Image manquanteTéléverser                                    |